# Atemi
Atemi (jap. 当て身) – słowo w języku japońskim, oznaczające uderzenie w witalny punkt ludzkiego ciała, uderzenie nokautujące. 
W japońskich sztukach walki ciosy zadawane ręką i nogą, w odróżnieniu od wykręceń, duszeń, trzymań. Karate jest typową sztuką walki skupiającą się na atemi. Niektóre uderzenia w witalne organy mogą zabić albo pozbawić przeciwnika zdolności do walki: w splot słoneczny, skroń, oczy, genitalia, pod nos lub podbródek.